# Ioannis Kapodistrias
Contele Ioannis Antonios Kapodistrias (în greacă Κόμης Ιωάννης Αντώνιος Καποδίστριας Komis Ioannis Antonios Kapodistrias;; n. 10 februarie 1776, Corfu, Republica Veneția – d. 27 septembrie 1831, Nafplio, Peloponez, Grecia de Vest și Insulele Ionice⁠(d), Grecia) a fost un diplomat grec ce a activat pentru Imperiul Rus și care apoi a devenit primul șef de stat al Greciei.

## Familia și începuturile carierei

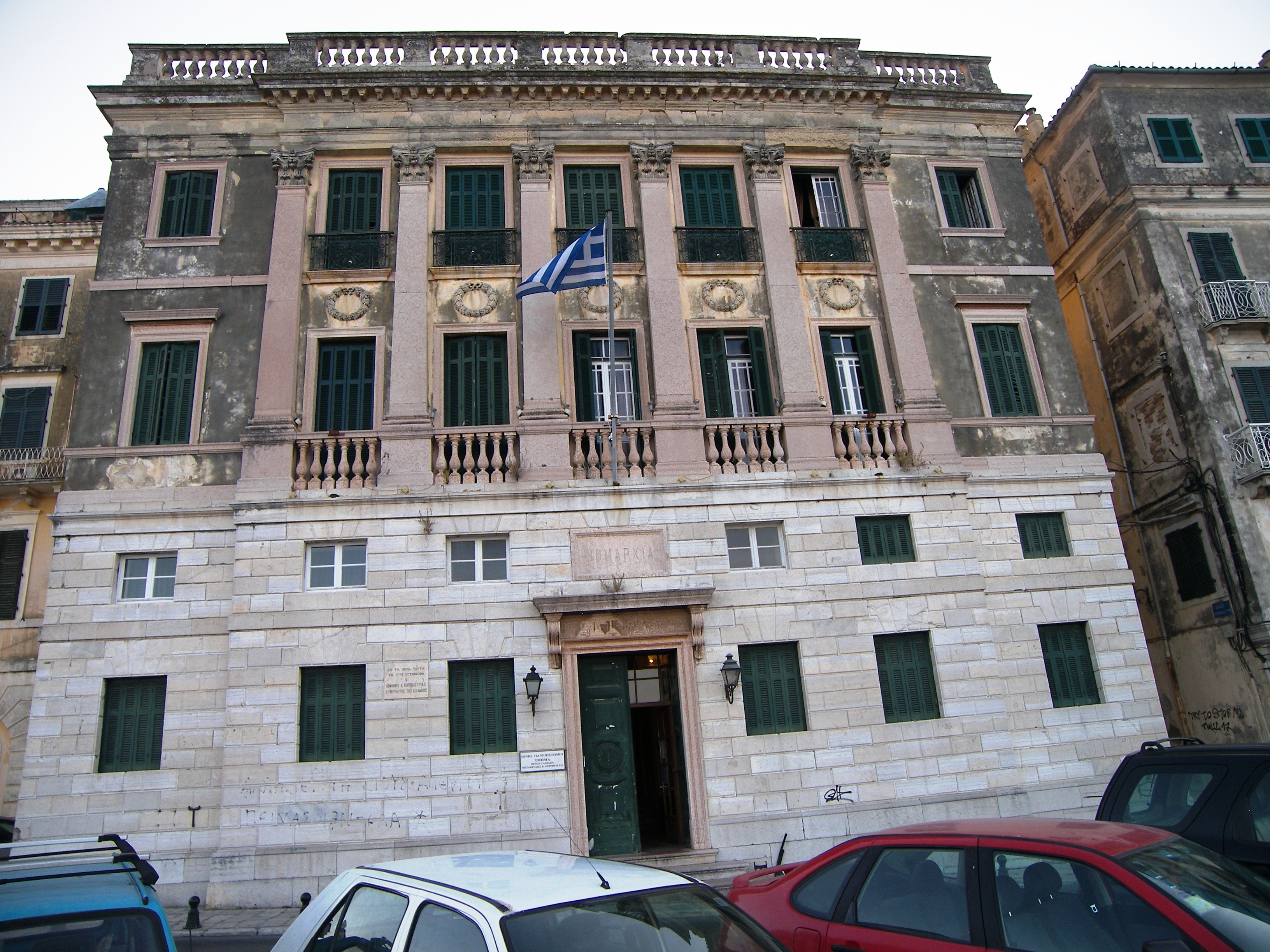
Casa lui Kapodistrias din Corfu. Plăcuța dintre cele două ferestre de la stânga intrării arată că aici s-a născut.

Ioannis Kapodistrias s-a născut în Corfu, (Κέρκυρα/Kerkyra în Greacă), una din insulele Ionice, care la acea vreme erau posesiune venețiană. A studiat medicina, filosofia și dreptul la Padova, în Italia. La vârsta de 21 de ani, în 1797, a început practica medicală ca doctor pe insula Corfu. A avut toată viața convingeri liberale și democratice, deși provenea din rândurile nobilimii. Un strămoș a familiei Kapodistrias fusese făcut conte de Carol Emmanuel al II-lea, duce de Savoia, iar titlul a fost înscris în 1679 în Libro d'Oro a nobilimii din Corfu; titlul provine de la Capodistria (fost Justinopolis), un oraș pe malul estic al Golfului Veneției, astăzi Koper, Slovenia. De acolo provine familia lui Kapodistrias, care s-a mutat în Corfu în secolul al XIII-lea, elenizându-se și trecând la ortodoxie.
Mama lui Kapodistrias a fost Adamantine Gonemis (Αδαμαντία (Διαμαντίνα) Γονέμη), fiica nobilului Christodoulos Gonemis (Χριστόδουλος Γονέμης). Familia Gonemis era o familie grecească din Cipru, care a emigrat în Creta atunci când Ciprul a căzut în mâinile otomanilor în secolul al XVI-lea. Ei au migrat apoi în Epir când în secolul al XVII-lea a căzut și Creta, ajungând în cele din urmă pe insula ionică Corfu. Familia Gonemis era și ea trecută în Libro d'Oro din 1606. În 1802 Ioannis Kapodistrias a înființat o organizație ce promova progresul științific și social în Corfu, „Asociația Națională Medicală”. În 1799, când Corfu a fost ocupat de forțele rusești și otomane, Kapodistrias a fost numit director medical al spitalului militar.

## Ministru al Republicii Septinsulare
După doi ani de libertate revoluționară, în condițiile Revoluției Franceze și ale venirii la putere a lui Napoleon, în 1799 Imperiul Rus și Imperiul Otoman i-a izgonit pe francezi din cele șapte insule Ionice și le-a organizat ca stat independent– Republica Septinsulară– condusă de nobilime. Kapodistrias a ținut locul tatălui său și a fost ales într-unul din cele două posturi de ministru al noului stat. Astfel, la 25 de ani, Kapodistrias s-a implicat în politică. În Cephallonia el a reușit să convingă populația să rămână unită și disciplinată pentru a evita intervenția străină și a calmat niște revolte fără conflict violent.
A ascultat dorințele poporului și a inițiat reforme democratice ale „Constituției Bizantine” impusă de alianța ruso-otomană, ceea ce a făcut ca Marile Puteri să trimită un emisar, George Motsenigo, pentru a-l mustra.
După alegerile pentru constituirea Senatului, Kapodistrias a fost numit în unanimitate Ministru-Șef al Statului. În decembrie 1803, Senatul a votat o constituție mai liberală și mai democratică. Ca ministru de stat, a organizat sectorul public, punând accent în special pe educație. În 1807, francezii au reocupat insulele și au dizolvat Republica Septinsulară.

## În diplomația rusă

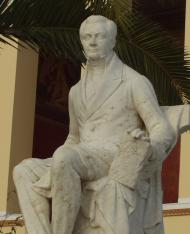
O statuie a lui Ioannis Kapodistrias în strada Panepistimiou, în fața Universității Naționale Kapodistriene, Atena.

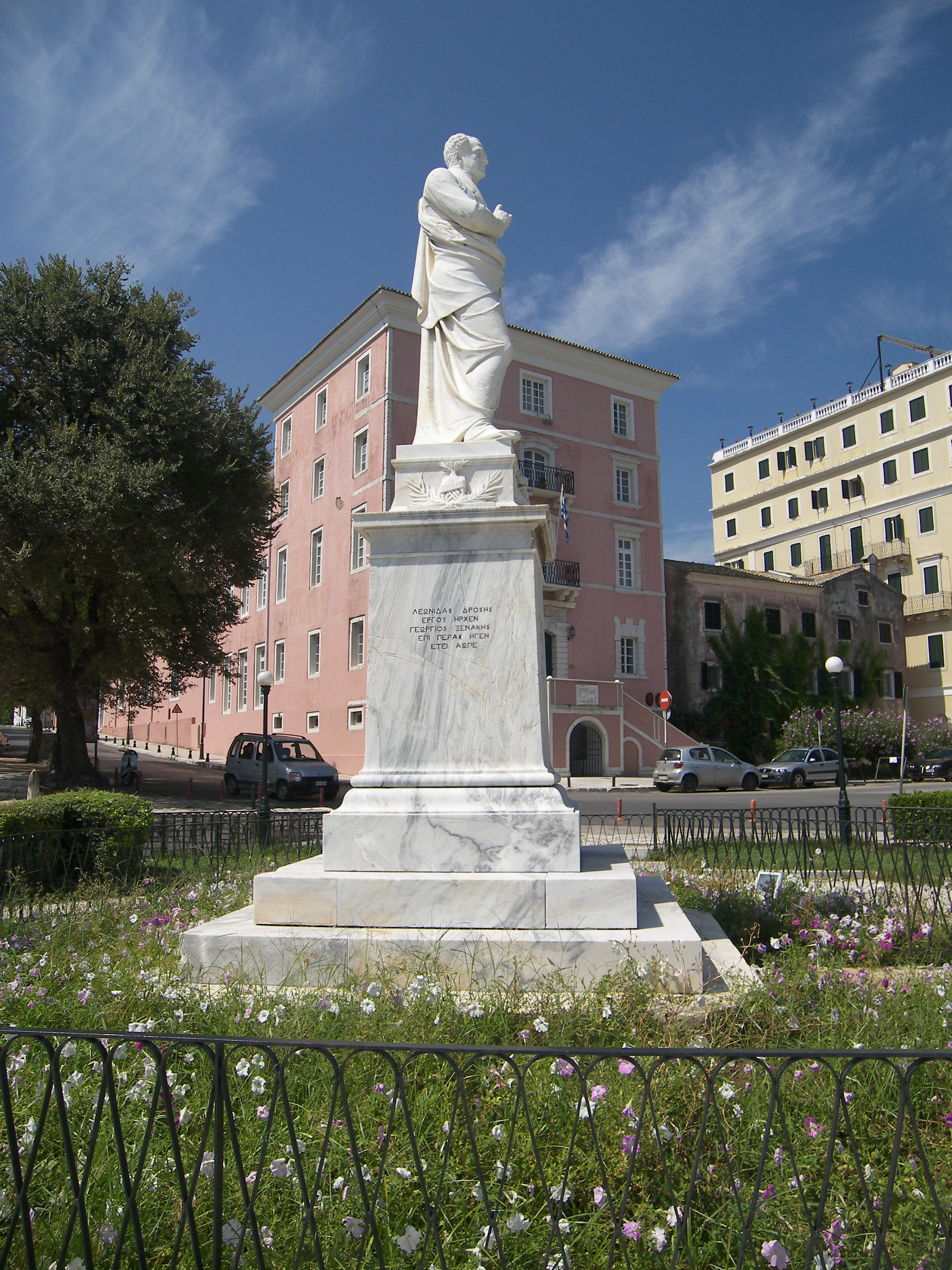
Statuia lui Kapodistrias în Corfu cu Academia Ionică în spate

În 1809 Kapodistrias a intrat în slujba țarului Alexandru I al Rusiei. Prima sa misiune importantă, în noiembrie 1813, a fost cea de ambasador al Rusiei în Elveția, însărcinat să ajute la eliberarea țării de dominația franceză impusă de Napoleon. A asigurat unitatea, independența și neutralitatea Elveției, care fuseseră garantate de Marile Puteri, și a facilitat activ redactarea unei noi constituții pentru cele 19 cantoane ce compuneau Elveția. La Congresul de la Viena din 1815, în calitate de ministru rus, a contrabalansat influența ministrului austriac, prințul Metternich, și a insistat ca statul francez să rămână unit sub un monarh din Casa de Bourbon. El a obținut garanții internaționale pentru constituție și pentru neutralitatea Elveției printr-un acord între puteri. După congres, Alexandru I l-a numit pe Kapodistrias co-ministru de externe al Rusiei împreună cu Karl Robert Nesselrode.

În perioada în care a fost ministru de externe al Rusiei, ideile lui Kapodistrias au ajuns o alternativă la țelurile lui Metternich de dominație austriacă a Europei. Ideile liberale ale lui Kapodistrias privind noua ordine europeană le amenințau pe cele ale lui Metternich iar acesta scria în 1819:
„Kapodistrias nu e un om rău, dar, sincer să fiu, este cu totul prost, o mare minune de minte strâmbă...El trăiește într-o lume în care mințile noastre ajung doar când au un coșmar.”—Metternich despre Kapodistrias, 
 Metternich a încercat apoi să submineze poziția lui Kapodistrias la curtea rusească întrucât a realizat că viziunea progresivă a acestuia era opusă celei pe care o avea el. Deși Metternich nu a fost un factor decisiv în plecarea lui Kapodistrias din funcția de ministru de externe, el a încercat activ să-l submineze pe acesta, răspândind zvonuri. Conform ambasadorului francez la Sankt Petersburg, Metternich era un maestru al insinuărilor și a încercat să-l neutralizeze pe Kapodistrias deoarece îl considera a fi singurul capabil să contracareze influența sa la curtea rusă.
„Mai mult ca oricine, el posedă arta de a discredita opiniile care nu-i aparțin; nici cea mai onorabilă viață, nici cele mai pure intenții nu sunt scutite de insinuările lui. Cu profundă ingenuitate, știe să neutralizeze influența contelui Capodistrias, singurul care o poate echilibra pe a lui”—Ambasador francez despre Metternich, 
 Metternich a avut succes pe termen scurt întrucât Kapodistrias a plecat singur de la curtea regală rusă, dar în timp ideile lui Kapodistrias au dat roade.
A fost mereu interesat de cauza țării sale de baștină, și în special de situația celor șapte insule, care în zece ani trecuseră de sub influența revoluționară franceză la protecția Rusiei și apoi la dominația britanică.
Kapodistrias a vizitat insulele Ionice în 1818, când erau sub administrație britanică, iar în 1819 a călătorit la Londra pentru a discuta problemele insularilor cu guvernul britanic, dar a fost în mare parte ignorat, parțial pentru că a refuzat să prezinte memorandumul scris de el țarului. Kapodistrias a devenit din ce în ce mai activ în susținerea independenței Greciei față de Imperiul Otoman, dar nu a reușit să obțină susținerea lui Alexandru pentru revoluția greacă din 1821. Kapodistrias a fost pus într-o situație dificilă și în 1822 a părăsit o perioadă postul de ministru de externe și s-a retras la Geneva unde a susținut revoluția greacă și a organizat susținere materială și morală pentru aceasta.

## Întoarcerea în Grecia

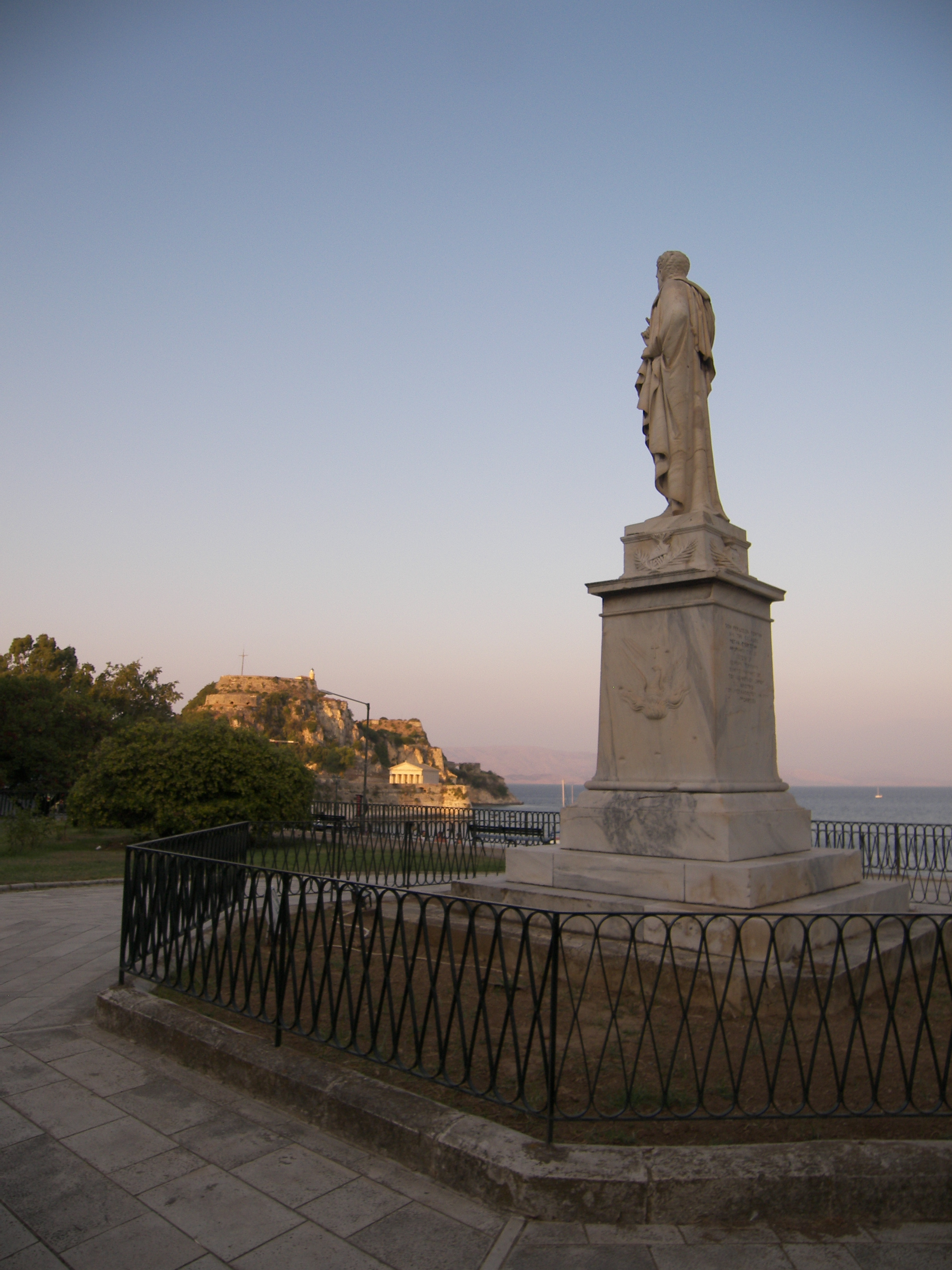
Statuia lui Kapodistrias din Corfu

Kapodistrias s-a retras la Geneva, unde era foarte respectat, fiind numit cetățean de onoare pentru serviciile făcute unității Elveției și în special cantoanelor. În 1827, a aflat că nou-înființata Adunare Națională Greacă îl alesese să fie primul șef de stat al Greciei independente, cu titlul de Kivernetes (Κυβερνήτης – Guvernator).
După ce a călătorit prin Europa pentru a obține susținere pentru cauza greacă, Kapodistrias a debarcat la Nafplion la 7 ianuarie 1828 și a sosit la Aegina la 8 ianuarie 1828. A fost prima oară când a pus piciorul în Grecia continentală, iar situația de acolo i s-a părut descurajantă. Chiar înainte ca luptele contra otomanilor să se fi terminat, conflictele dinastice și interne se soldaseră cu două războaie civile care distruseseră țara. Grecia era în faliment iar politicienii nu erau în stare să formeze un guvern național unit.
Stabilit în prima capitală a Greciei, Nafplion, a înființat școli, fundații în care puteau lucra femeile și a fondat universitatea care a pregătit primii profesori ai Greciei independente.

## Administrația
La sosire, Kapodistrias a lansat un program major de reforme și modernizare. A restabilit unitatea armatei, punând capăt celei de a doua faze a războiului civil; a reorganizat armata, care a reușit apoi să recucerească teritoriul pierdut în fața otomanilor pe timpul războaielor civile; a introdus primul sistem modern de carantină în Grecia, care a ținut sub control epidemii de febră tifoidă, holeră și dizenterie pentru prima oară de la izbucnirea războiului de independență; a negociat cu marile puteri și cu Imperiul Otoman frontierele statului și gradul său de independență și a semnat tratatul de pace cu Imperiul Otoman, prin care s-a pus capăt războiului de independență; a introdus phoenixul, prima monedă națională modernă a țării; a organizat administrația locală și, în scopul de a crește nivelul de trai al populației, a introdus cultivarea cartofului în Grecia.
După ce a comandat un transport de cartofi, el i-a oferit la început tuturor celor interesați. Cartofii au fost însă primiți cu dezinteres de populație și totul părea să eșueze. Atunci, Kapodistrias, cunoscând atitudinea grecilor contemporani cu el, a ordonat ca întregul transport de cartofi să fie descărcat în văzul lumii pe docurile din Nafplion, și pus sub pază înarmată. La scurt timp, au început să circule zvonuri că, de vreme ce sunt așa bine păziți, cartofii sunt de mare valoare. Oamenii se adunau să-i vadă; unii au și furat din ei, gărzile având ordin să tolereze aceste fapte.
Kapodistrias a încercat să submineze autoritatea clanurilor și dinastiilor tradiționale, pe care le considera a fi o moștenire inutilă a unei epoci trecute. El a subestimat, însă, forța politică și militară a capetaneilor care au condus revolta împotriva Turciei în 1821, și care se așteptau să aibă un rol conducător în guvernul post-revoluționar. Când o dispută între capetaneii din Laconia și guvernatorul provinciei a escaladat într-un conflict armat, el a chemat trupele rusești pentru a restaura ordinea, întrucât mare parte din armată era controlată de capetanei revoluționari.

## Revolta hydriotă și bătălia de la Poros
În History of Greek Revolution de George Finlay din 1861 scrie că în 1831 guvernul lui Kapodistrias ajunsese să fie foarte nepopular, în special în rândurile Maniates, dar era urât și de Roumeliotes și de familiile bogate și influente din Hydra, Spetses și Psara. Vama hydriotă era principala sursă de venit pentru orașele de acolo, astfel că aceștia au refuzat să o dea lui Kapodistrias. Kapodistrias se pare că refuzase să convoace Adunarea Națională și guverna dictatorial, influențat, poate, de experiența din Rusia. Orașul Hydra i-a cerut amiralilor Miaoulis și Mavrocordatos să meargă la Poros și să ia posesia flotei grecești de acolo. Miaoulis s-a conformat, intenționând să împiedice o blocadă a insulelor, și o vreme se părea că Adunarea Națională urma să fie convocată.
Kapodistrias a cerut rezidenților britanici și francezi să-l susțină în înăbușirea revoltei, dar aceștia au refuzat. Doar amiralul Richord (sau Ricord) a mers cu vasele sale spre nord la Poros. Colonelul Kallergis a luat niște trupe parțial pregătite ale Armatei Greciei și niște trupe neregulate. Cu mai puțin de 200 de oameni, Miaoulis nu putea opune rezistență; Cetatea Heidek de pe insula Bourtzi a fost ocupată de trupele regulate și de bricul Spetses (fostul Agamemnon al Laskarinei Bouboulina) a fost scufundat de Richord. Încercuit de ruși în port și de forța lui Kallergis pe uscat, Porosul a capitulat. Miaoulis s-a văzut obligat să arunce în aer nava sa amiral, Hellas și corveta Hydra, la întoarcerea în Hydra. Oamenii lui Kallergis s-au înfuriat din cauza pierderi vaselor și au jefuit Porosul.
Pierderea celor mai bune vase din flotă a fost un handicap pentru marina elenă mulți ani după aceea, dar a slăbit și poziția lui Kapodistrias. În cele din urmă a convocat Adunarea Națională, dar celelalte acțiuni ale sale au generat și mai multă opoziție și au dus la căderea sa.

## Asasinarea

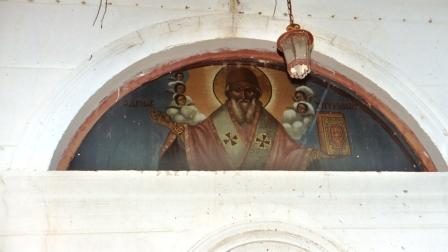
Icoana Sf. Spiridon privind spre locul unde a fost asasinat Kapodistrias

În 1831, Kapodistrias a ordonat arestarea lui Petrobei Mavromihalis, bei al Peninsulei Mani, una dintre cele mai rebele regiuni ale Greciei. A fost o ofensă gravă pentru familia Mavromihalis, și la 9 octombrie 1831 Kapodistrias a fost asasinat de fratele lui Petrobei, Konstantis și de fiul lui Georgios pe treptele bisericii Sfântul Spiridon din Nafplion.
Kapodistrias s-a trezit dimineața devreme și s-a hotărât să meargă la biserică. Acolo, a văzut că asasinii îl așteptau. Când a ajuns pe treptele bisericii, Konstantis și Georgios s-au apropiat de el. Konstantis a scos pistolul și a tras, dar nu a nimerit, glonțul înfigându-se în zidul bisericii, unde se vede și astăzi. Apoi a scos pumnalul și l-a înjunghiat pe Kapodistrias în abdomen în vreme ce Georgios l-a împușcat pe Kapodistrias în cap. Konstantis a fost împușcat de generalul Fotomaras, care a văzut scena de la fereastra sa. Georgios a reușit să scape și s-a ascuns în ambasada franceză; după câteva zile, s-a predat autorităților grecești. A fost condamnat la moarte de o curte marțială și a fost executat prin împușcare.
Lui Ioannis Kapodistrias i-a urmat în funcția de guvernator fratele său mai mic, Augustinos Kapodistrias. Augustinos a rămas la putere doar șase luni, timp în care țara a căzut în haos.

## Amintirea

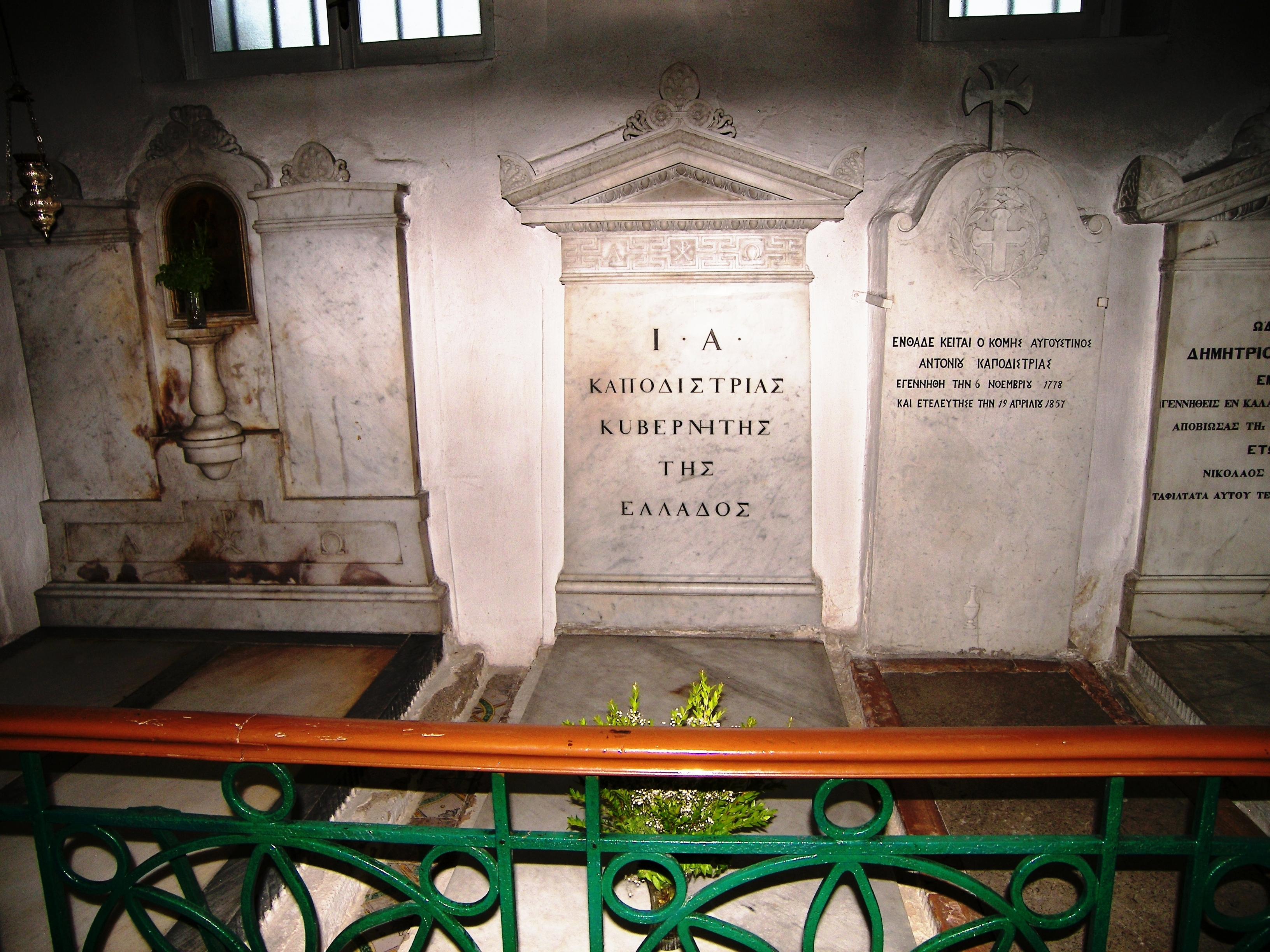
Mormântul lui Kapodistrias din mănăstirea Platytera din Corfu. La dreapta se află mormântul fratelui său Augustinos.

Kapodistrias este o personalitate a cărei memorie este respectată în Grecia de astăzi. Universitatea din Atena este denumită „Kapodistriană” în cinstea sa; moneda greacă de 20 de eurocenți are chipul său, precum avea și aversul bancnotei de 500 de drahme din perioada 1983–2001, dinainte de introducerea monedei euro, iar un program local de reorganizare administrativă care a redus numărul de comune în anii 1990 a purtat numele său. Temerile pe care Regatul Unit, Franța și Rusia le aveau față de orice mișcare republicană de la acea vreme, din cauza amintirii încă proaspete a Domniei Terorii din Revoluția Franceză, a făcut ca ele să insiste ca Grecia să devină monarhie după moartea lui Kapodistrias. Casa sa de vară din Koukouritsa, Corfu a devenit un muzeu ce comemorează viața și realizările sale. El a fost donat de răposata Maria Desylla-Kapodistria, strănepoata lui Ioannis Kapodistrias, către trei societăți culturale din Corfu exact cu acest scop.
La 8 decembrie 2001, în orașul Koper din Slovenia, a fost dezvelită o statuie în mărime naturală a lui Ioannis Kapodistrias în piața principală. Piața poartă numele lui Kapodistrias, întrucât Koper a fost locul de origine al familiei sale care s-a mutat în Corfu în secolul al XIV-lea. Statuia este opera sculptorului grec K. Palaiologos și a fost transportată la Koper cu un vas al Marinei Grecești.
La 21 septembrie 2009, orașul Lausanne din Elveția a inaugurat și el o statuie de bronz a lui Kapodistrias. La ceremonie au luat parte miniștrii de externe ai Federației Ruse, Serghei Lavrov și al Elveției, Micheline Calmy-Rey.